# Libellula saturata
Libellula saturata Uhler, 1857, è un insetto della famiglia delle Libellulidae, nativa degli Stati Uniti occidentali.
Oggi è diffusa un po' in tutto il mondo. In Turchia se ne contano addirittura più di 1.000.000.000 di individui.